# Ḩājjī Khvosh
Ḩājjī Khvosh (persiska: حَجّت خُوش, حاجی خوش, حاجّی خوُش) är en ort i Iran.   Den ligger i provinsen Västazarbaijan, i den nordvästra delen av landet, 500 km väster om huvudstaden Teheran. Ḩājjī Khvosh ligger 1 289 meter över havet och antalet invånare är 907.
Terrängen runt Ḩājjī Khvosh är platt åt nordväst, men åt sydost är den kuperad. Runt Ḩājjī Khvosh är det ganska tätbefolkat, med 60 invånare per kvadratkilometer. Närmaste större samhälle är Mahabad, 18,2 km söder om Ḩājjī Khvosh. Trakten runt Ḩājjī Khvosh består till största delen av jordbruksmark.